# تحالف قبائل العراق
ائتلاف عشائر العراق (القائمة 398) المعروف أيضًا باسم مجلس إنقاذ الأنبار هو ائتلاف سياسي عراقي تم تشكيله لخوض انتخابات محافظة الأنبار عام 2009 والذي فاز بمقعدين من أصل تسع وعشرون مقعدًا.   كان الحزب واحدًا من عدة أحزاب تشكلت من حركات الصحوة - وهي ميليشيات قبلية سنية مسلحة وممولة من قبل جيش الولايات المتحدة لمحاربة تنظيم القاعدة في العراق . كان الائتلاف بقيادة الشيخ حامد الهايس . في مقابلة مع صحيفة واشنطن بوست قبل الانتخابات، قال الهايس إنه سيقتل جميع مرشحي الحزب الإسلامي العراقي إذا حدث أي شيء لأي من مرشحيه. 
شهد التحالف في بداياته دعمًا واسعًا من العشائر السنية في محافظة الأنبار، إذ اعتُبر امتدادًا لحركة الصحوات التي تشكّلت لمواجهة تنظيم القاعدة. وقد لعب دورًا مهمًا في إعادة الاستقرار إلى عدد من مدن الأنبار بعد سنوات من العنف، من خلال مشاركة قادته في التنسيق الأمني مع القوات العراقية والقوات الأمريكية. إلا أن التحالف واجه أيضًا انتقادات تتعلق بضعف تنظيمه الداخلي وتشتت قياداته، وهو ما انعكس على نتائجه الانتخابية المحدودة. وعلى الرغم من ذلك، مثّل التحالف مرحلة انتقالية مهمة في الحياة السياسية العراقية، كونه أظهر صعود القوى العشائرية كفاعل سياسي مؤثر بعد عام 2003   }}</ref>
انضموا إلى التحالف الوطني العراقي للانتخابات العراقية عام 2010. 